# Tremont (Mississippi)
La ville de Tremont est située dans le comté d'Itawamba, dans l’État du Mississippi, aux États-Unis. Lors du recensement de 2000, sa population s’élevait à 390 habitants.

## Histoire
Tremont a été fondée en 1852.

## Personnalité liée à la ville
La chanteuse Tammy Wynette est née à Tremont en 1942.

## Source
- (en) Cet article est partiellement ou en totalité issu de l’article de Wikipédia en anglais intitulé « Tremont, Mississippi » (voir la liste des auteurs).